# ستین (مینه‌سوتا)
ستین (به انگلیسی: Steen) یک شهر در ایالات متحده آمریکا است که در شهرستان راک، مینه‌سوتا واقع شده‌است. ستین ۱٫۰۹ کیلومتر مربع مساحت و ۱۸۰ نفر جمعیت دارد و ۴۵۴ متر بالاتر از سطح دریا واقع شده‌است.